# Monastère de la Nativité-de-la-Mère-de-Dieu de Siama
Le monastère de la Nativité-de-la-Mère-de-Dieu de Siama (Сямский Богородице-Рождественский монастырь) est un monastère d'hommes de l'Église orthodoxe russe situé près de Siama, petit village de l'oblast de Vologda dans le nord de la Russie européenne. Fondé au début du XVIe siècle, il se trouve sur la rive droite de la rivière Kroutets. C'est un ensemble architectural protégé au niveau régional.

## Histoire
Le monastère est terminé en 1524, après qu'un paysan paralysé du nom d'Ivan Rodionov est guéri par une vision de la Vierge. Les paroissiens décident donc d'ériger un monastère dont l'église est consacrée à la Nativité de Marie en 1525.
Les soldats lituaniens ruinent le monastère en 1612. Par la suite, deux églises sont construites en bois. Une non chauffée consacrée à la Nativité de la Vierge, et l'autre chauffée placée sous le vocable de sainte Parascève. On trouve également la maison de l'higoumène, et un bâtiment pour les cellules de douze moines. Le domaine (votchina) du monastère comprend le petit village de Dolgaïa Poliana, les villages d'Issakovo, Boubyrevo et Brioukhatchevo, les friches d'Igoumnov, Iakovichtche, etc. Un incendie en 1642 détruit les constructions et n'épargnent pas les églises. Il ne reste qu'une icône miraculeuse de la Nativité de la Vierge. Deux nouvelles églises de bois sont encore érigées. En 1685, il y a quinze frères. Le monastère possède des écuries, des étables, un moulin à eau sur la rivière Kroutets et 70 échoppes. Il a aussi le droit de pêche sur le lac Tekovskoïe. Un nouvel incendie survient en 1690 et l'on reconstruit l'ensemble. 
Après la révolution d'Octobre, le monastère est fermé par les autorités. Une école s'y installe entre 1936 et 1983. 

## Édifices du monastère
Le monastère comprenait au début du XXe siècle les édifices suivants:
- Église de pierre construite en 1764-1777 à un étage avec un clocher érigé en 1854 et surmontée de cinq bulbes.
- Maison à un étage avec un balcon construite en 1852. Le premier étage abrite l'appartement du supérieur, la trésorerie et l'administration et au rez-de-chaussée, la boulangerie et l'atelier de fabrication des hosties.
- Bâtiment sans étage où sont installés les cellules des moines, avec la cuisine, le réfectoire et le sous-sol pour le stockage des aliments.
- À l'angle sud-ouest du monastère, près du portail, se trouve un autre bâtiment pour les cellules des moines construit en 1838.
- Un haut mur de pierre entoure le monastère avec trois tours. La quatrième tour abrite la grange à grains.

## Aujourd'hui
Le monastère commence à revivre en 2012. Dans les ruines de la tour Sud, on construit une église dédiée à saint Martinien du Lac Blanc, né dans les environs dans une famille paysanne du nom de Stomonakhov. À l'été 2018, le métropolite de Vologda et Kirillov, Ignace, change la paroisse de Siama en association communautaire archiépiscopale dont l'objectif est de restaurer à terme la communauté monastique. Le monastère est dans un état pitoyable et le chantier des travaux commence par le bâtiment des cellules sans étage   . Le clocher, qui a survécu à toutes les avaries du temps et à la destruction de l'église, se dresse toujours à l'horizon. La maison principale en pierre à un étage est encore debout.